# Michael P. Streck
Michael P. Streck (* 5. Juli 1965 in Vevey, Schweiz) ist ein deutscher Altorientalist.

## Ausbioldung und Forschung
Von 1984 bis 1992 studierte Streck, gefördert von der Studienstiftung des Deutschen Volkes, Altorientalistik, Semitistik und Vorderasiatische Archäologie an der  Universität Marburg und der Universität München. 1992 wurde er an der Universität München zum Dr. phil. promoviert. Im Oktober 1994 nahm er an einer Ausgrabung der Deutschen Orient-Gesellschaft in Syrien teil. Von 1993 bis 1999 war er Wissenschaftlicher Assistent am Institut für Assyriologie und Hethitologie der Universität München und habilitierte sich 1998 für das Fach Assyriologie. Zwischen 1998 und 2002 übernahm er Lehraufträge in Prag, Bern, Jena und Budapest und eine Lehrstuhlvertretung in Marburg. Von 1999 bis 2003 war er Heisenberg-Stipendiat der Deutschen Forschungsgemeinschaft. 2003 erhielt er den Jonas C. Greenfield-Prize for Younger Semitists der American Oriental Society.
Seit dem 1. August 2003 hat er den Lehrstuhl für Altorientalistik an der Universität Leipzig inne. Von 2004 bis 2018 gab er das Reallexikon der Assyriologie und Vorderasiatischen Archäologie heraus. 2020 wurde Streck in die Sächsische Akademie der Wissenschaften gewählt. Seit 2025 leitet er das Langfristprojekt Leipzig Akkadian Dictionary an der Sächsischen Akademie der Wissenschaften.

## Schriften (Auswahl)
- Zahl und Zeit. Grammatik der Numeralia und des Verbalsystems im Spätbabylonischen (= Cuneiform Monographs. 5). Styx Publications, Groningen 1995, ISBN 90-72371-85-2 (Zugleich: München, Universität, Dissertation, 1992).
- Die Bildersprache der akkadischen Epik (= Alter Orient und Altes Testament. 264). Ugarit, Münster 1999, ISBN 3-927120-77-4.
- Die Amurriter, die onomastische Forschung, Orthographie und Phonologie, Nominalmorphologie (= Das amurritische Onomastikon der altbabylonischen Zeit. 1 = Alter Orient und altes Testament. 271, 1). Ugarit, Münster 2000, ISBN 3-927120-87-1.
- Die akkadischen Verbalstämme mit ta-Infix (= Alter Orient und Altes Testament. 303). Ugarit, Münster 2003, ISBN 3-934628-35-4.
- (Hrsg.) Sprachen des Alten Orients. 1. Auflage Wissenschaftliche Buchgesellschaft, Darmstadt 2005, 4. Auflage 2021. ISBN 978-3-534-27268-6.
- Altbabylonisches Lehrbuch (= Porta linguarum Orientalium. Neue Serie 23). 1. Auflage Harrassowitz, Wiesbaden 2011, 5. Auflage 2025, ISBN 978-3-447-06456-9.
- Supplement to the Akkadian Dictionaries. Harrassowitz, Wiesbaden 2018ff. ISBN 978-3-447-10978-9.
- Old Babylonian Grammar. Volume One (= Handbook of Oriental Studies Volume 168.1). Brill, Leiden/Boston 2022. ISBN 978-90-04-49898-3.
- Altorientalistik. Einführung. Nomos Verlagsgesellschaft, Baden-Baden 2023. ISBN 978-3-8487-8197-3.